# Río Sizandro
El río Sizandro o Sisandro es un río del oeste de la península ibérica que discurre por el distrito de Lisboa, en Portugal. 

## Curso
El Sizandro desemboca en el Océano Atlántico, junto a Praia Azul después de un recorrido de 40 km a través de Pero Negro, Dois Portos, Runa y Torres Vedras. Nace en Sapataria, en el municipio de Sobral de Monte Agraço. El área de su cuenca hidrográfica es de 336,6 km².